# پنجره (هفته‌نامه)
پنجره هفته‌نامه خبری – تحلیلی با موضوعات سیاسی، اقتصادی، اجتماعی و فرهنگی است که در تهران چاپ می‌شد. علیرضا زاکانی مدیرمسئول و سید مرتضی فاطمی سردبیر این نشریه را برعهده داشتند.
این نشریه دارای سرویس‌های خبری، سیاسی، اقتصادی، هنری، بین‌الملل، اندیشه، سبک زندگی، تاریخ و دفاع مقدس بود و در حال حاضر منتشر نمی‌شود.

## چهره‌های تأثیرگذار
فریدالدین حداد عادل به عنوان جانشین مدیرمسئول در هفته‌نامه پنجره فعالیت می‌کند و اولین سردبیر این هفته‌نامه فرشاد مهدی‌پور  بود. این هفته‌نامه به صورت مداوم یادداشت‌هایی از رضا داوری اردکانی، غلامرضا اعوانی، مسعودگودرزی، محسن اسماعیلی، عطاالله رفیعی آتانی، مهدی نصیری، محمدحسین جعفریان، موسی نجفی و ... منتشر می‌کند.
همچنین سایر دبیران سرویس و خبرنگاران اصلی و تأثیرگذار این نشریه به شرح زیر است:
| - فرشاد مهدی‌پور - امید مهدی‌نژاد - علی رجبی | - زهیر توکلی - امیرحسن دهقانی - سیدحامد نعمت‌اللهی | - مهدی مذهبی - مجتبی توانگر |  |

## شاکیان
پس از اعتراف یکی از متهمین پرونده فساد بیمه ایران درباره دست داشتن رئیس سابق دیوان محاسبات در این پرونده و پرپرنگ تر شدن گمانه زنی‌ها، پنجره از محمدرضا رحیمی نام برد. وی نیز از این هفته نامه، علیرضا زاکانی و برخی دیگر از خبرنگاران این مجله شکایت کرد.
همچنین هفته نامه پنجره، یک بار نیز به دلیل عدم رعایت رسالت مطبوعاتی، از هیأت نظارت برمطبوعات تذکر گرفته‌است.

## رویدادهای مهم

### افشای عزل مشایی
هفته‌نامه پنجره برای اولین بار در گفت‌وگو با سید محمدحسن ابوترابی‌فرد که از اولین کسانی بود که ماجرای نامه رهبری به احمدی‌نژاد درباره عزل مشایی و خانه‌نشینی یازده روزه محمود احمدی‌نژاد را افشا کرده بود؛ خبر داد که ابوترابی مأمور افشای عزل مشایی با حکم حکومتی رهبری بوده‌است. ابوترابی در این مصاحبه با پنجره می‌گوید: "همان‌طور که مستحضرید نامه مقام معظم رهبری، محرمانه و دست‌نویس معظم‌له بود و کسی از محتوای آن اطلاع نداشت و بعد از یک فاصله زمانی که مفاد نامه اجرایی و عملیاتی  نشد، بنده  مأموریت یافتم که مفاد نامه را به اطلاع مردم برسانم."

### جمع‌آوری شماره نوروز ۹۲
وژه‌نامه نوروزی ۱۳۹۲ این نشریه با تیتر «خسته نباشید آقای رئیس» و عکس تمام‌رخ محمود احمدی‌نژاد پس از توزیع از دکه‌های روزنامه‌فروشی جمع‌آوری شد. در یکی از پرونده‌های این شماره به مناسبت فر رسیدن سال آخر دولت دهم، به انتقاد از احمدی‌نژاد و یاران او پرداخته شده‌بود.  علی رجبی دبیر سیاسی این هفته‌نامه، با رد کردن شایعه جمع‌آوری ویژه‌نامهٔ پنجره توسط اشخاص دیگری به‌جز مسئولان این نشریه، توضیح داد که جمع‌آوری این ویژه‌نامه به صلاح‌دید خود علیرضا زاکانی بوده و بدون وجود هیچ فشاری این ویژه‌نامه جمع‌آوری شده‌است.

### مصاحبه با هاوارد گوردون
پنجره در شماره ۱۸۳ خود که در ۲۷ دی ۱۳۹۲ منتشر شد، مصاحبه‌ای با هاوارد گوردون، تهیه‌کننده مشهور آمریکایی چاپ کرد که در آن مطالبی جنجالی و متناقض عنوان شده‌بود. گوردون در حساب توئیتر خود، بدون نام بردن از نشریه‌ای نوشت «مصاحبه اخیر که به من نسبت داده شده جعلی است. من هیچ‌وقت با این نشریه گفت‌وگو نکرده‌ام». پنجره در بیانیه‌ای از صحت این مصاحبه دفاع کرد.